# Цикл стрельбы

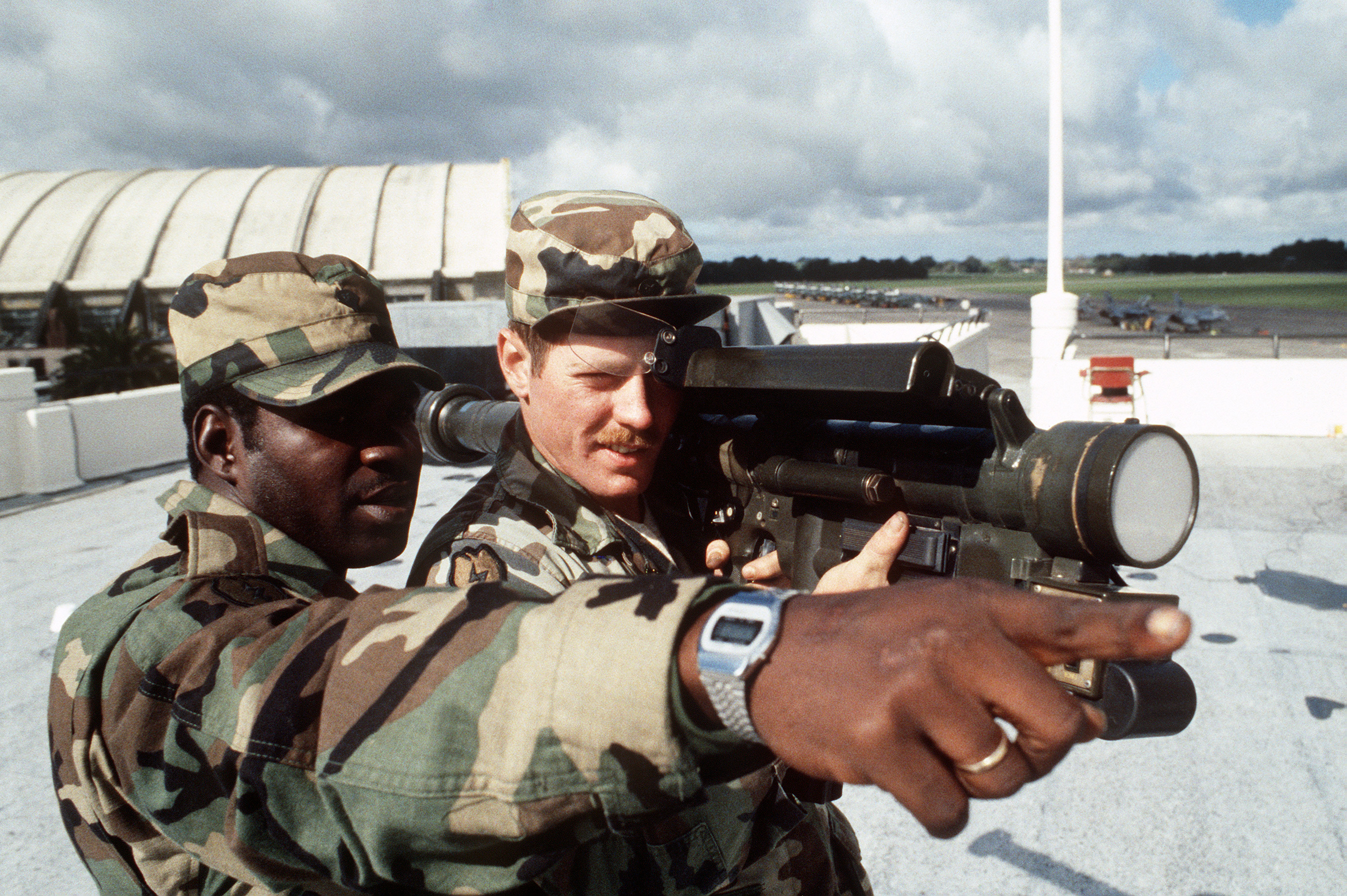
Цикл стрельбы включает в себя подготовку к обстрелу цели, непосредственно обстрел и оценку его результатов.

Цикл стрельбы — понятие в теории стрельбы, под которым подразумевается совокупность операций боевой работы единицы вооружения и военной техники (ВВТ), и её оператора или операторов (расчёта, экипажа, и так далее), выполняемых при обстреле одной или нескольких целей. 
Сам по себе цикл стрельбы является одним из элементов более объемлющего боевого цикла единицы ВВТ (иначе называемого циклом боевой работы). В военной науке применяется для точного расчёта ряда боевых свойств того или иного образца ВВТ, в частности, его скорострельности, канальности по целям, количества и конфигурации целей обстреливаемых одновременно или последовательно, а также для определения боевых возможностей частей и подразделений, оснащённых таковыми образцами. Длительность цикла стрельбы определяется характером огневой задачи, заданной степенью вероятности поражения цели, видом огня, временем перемещения на новую огневую позицию и другими факторами. Сокращение цикла стрельбы при сохранении или повышении вероятности поражения цели является одной из тактико-технических задач при осуществлении научно-исследовательских, экспериментальных и опытно-конструкторских работ по созданию новых и усовершенствованию существующих образцов ВВТ.

## Применение
При том, что рассчитать цикл стрельбы в теории и на практике можно даже для наиболее примитивных образцов стрелкового и метательного оружия, таких как лук и праща, как правило, расчёт цикла стрельбы осуществляется для более современных сложносоставных образцов ВВТ (комплексов или систем), обслуживаемых одним и более операторами — личным составом частей и подразделений, начиная с артиллерийских орудий и заканчивая системами противоракетной обороны, обслуживаемых сотнями и тысячами военнослужащих и гражданских специалистов в составе нескольких военных частей и специальных учреждений военно-промышленного комплекса. Отдельные огневые элементы (боевые средства) в составе комплексов или систем вооружений, могут иметь различный цикл стрельбы. Применительно к многокомпонентным эшелонированным системам вооружений (а также системам огня, организованным на местности в зависимости от конкретных факторов обстановки и условий местности), циклы стрельбы их отдельных элементов могут накладываться друг на друга с различной степенью синхронности по мере преодоления целью (целями) различных эшелонов обороны, — применительно к ракетным системам это будет означать, что пуск ракет второго эшелона начнётся до встречи с целью ракет первого эшелона, ракет третьего эшелона — до встречи с целью ракет второго и т. д.

## Этапы

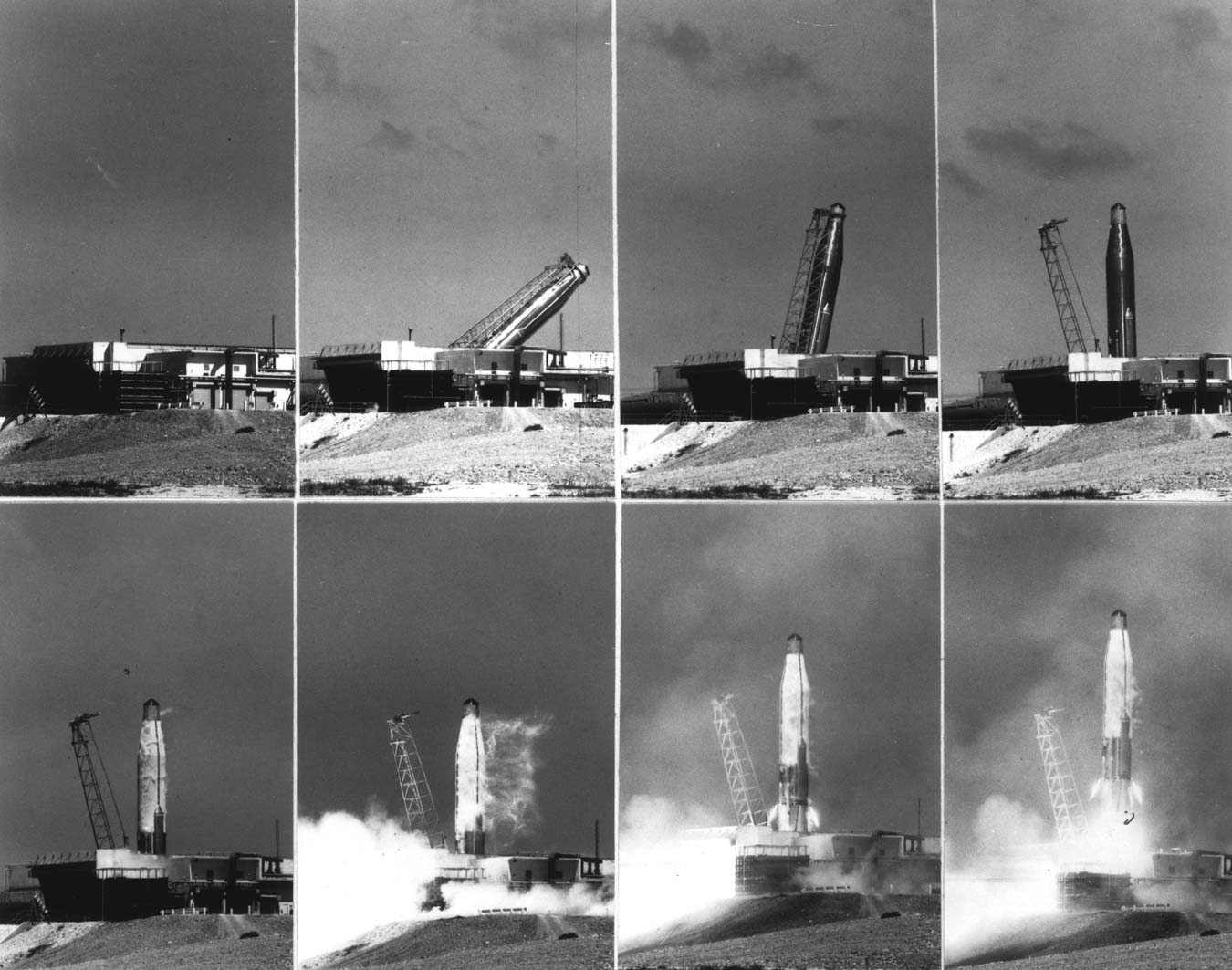
Цикл стрельбы многосоставных комплексов и систем вооружений, помимо трёх основных этапов, включает в себя многочисленные промежуточные этапы

Цикл стрельбы подразделяется на три основных этапа, каждый из которых, в свою очередь, делится на промежуточные этапы, число которых возрастает пропорционально увеличению количества интегрированных (задействованных) элементов и сложности систем вооружения. Так, например, для современных средств противовоздушной обороны можно выделить следующие основные и промежуточные этапы:
1. Подготовка к обстрелу цели
- Ввод целеуказания;
- Включение ракет на подготовку;
- Поиск, обнаружение, захват цели на сопровождение;
- Идентификация цели и определение её государственной принадлежности;
- Назначение ракет целевым каналам;
- Принятие решения на обстрел цели.

2. Обстрел цели
- Пуск ракет;
- Контроль захвата ракет;
- Контроль наведения ракет.

3. Оценка результатов обстрела
- По совокупности признаков.

## Циклика
Различают следующие разновидности циклов стрельбы:
По своей полноте
- полный цикл стрельбы — от подготовки к обстрелу цели до оценки его результатов и/или готовности к повторному выстрелу (ракетному пуску, орудийному залпу, автоматической и полуавтоматической очереди или сочетанию указанных способов поражения), если а) цели стрельбы не были достигнуты или с высокой долей вероятности могли быть не достигнуты в ходе предыдущего её обстрела, б) боевые свойства данного образца ВВТ предполагают возможность повторного ведения стрельбы после перезаряжания, — в таком случае, время на перезаряжание входит в формулу расчёта полного цикла стрельбы;
- неполный цикл стрельбы — ограниченный какими-либо иными критериями, к примеру, от момента приведения оружия в готовность к стрельбе до момента выстрела, — если заданная вероятность поражения цели, проверенная экспериментальным путём, составляет менее 1 (где 1 = 100%) и, соответственно, для гарантированного поражения цели требуется осуществление повторного выстрела или изготовка к нему, либо если исходно предполагается, что в задачу стрелка (стрелков) входит только обстрел цели, а предварительный контроль результатов стрельбы осуществляется ответственным за это лицом (лицами), либо с учётом того обстоятельства, ведётся ли пристрелка или нет (если учитывать, что пристрелка по цели или целям не относится к мероприятиям подготовки стрельбы, но при этом и не является тождественной обстрелу, при том, что при удачном для стрелка стечении обстоятельств в ходе пристрелки, дальнейший обстрел цели может уже не понадобиться).

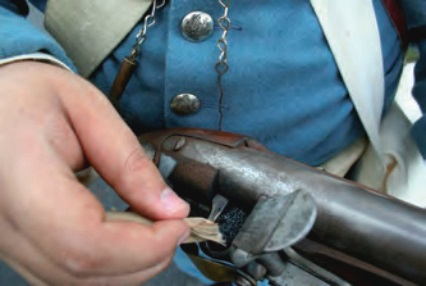
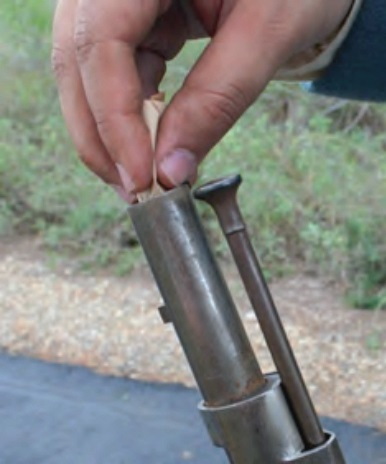
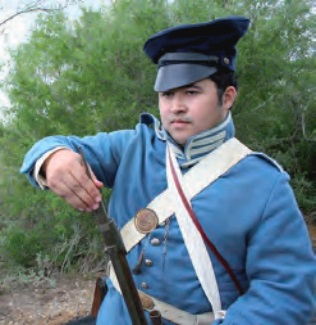
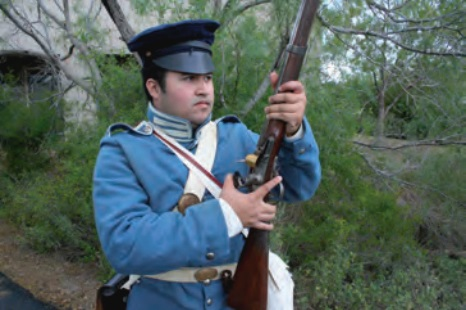
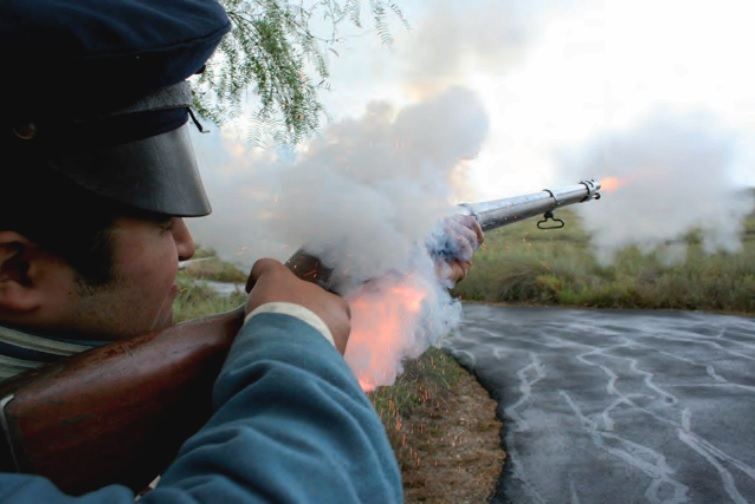

По периодичности одиночного выстрела и количеству выстрелов, сделанных в ходе одного обстрела
- очередями, где время обстрела исчисляется от момента начала автоматической или полуавтоматической очереди до её окончания, с учётом того, что оценка результатов обстрела цели осуществляется непрерывно с момента начала очереди и не прекращается во время стрельбы до а) достижения поставленной огневой задачи (цели стрельбы), б) израсходования боекомплекта;
- одиночными выстрелами, где время обстрела цели является суммой двух величин — времени выстрела и времени, необходимого для преодоления поражающим элементом (пулей, снарядом, ракетой и др.) расстояния до самой цели или же до точки её встречи, — для ракеты с неконтактным взрывателем это будет точка детонации её боевой части, для осколочно-фугасного или другого разрывного снаряда это будет точка его разрыва;
- комбинированным способом, предполагающим обстрел цели ракетами и автоматическими очередями одновременно.

По количеству обстреливаемых целей и последовательности их обстрела
- по одиночной цели, где время обстрела ограничено обстрелом одной цели;
- по групповой цели с одновременным обстрелом нескольких целей, если а) имеет место скопление целей или их движение в плотном строе, б) боевые возможности единицы ВВТ позволяют обстрел целей, рассредоточенных в пространстве, время обстрела исчисляется аналогичным способом как и при обстреле одиночной цели с той разницей, что поражение целей будет происходить не одновременно и время, необходимое для преодоления поражающим элементом расстояния до самой цели или же до точки её встречи будет различным в зависимости от расстояния до каждой отдельной цели;
- по групповой цели с последовательным обстрелом каждой отдельной цели, где время обстрела исчисляется до а) обстрела последней цели, б) израсходования боекомплекта, в) невозможности или нецелесообразности продолжения стрельбы в силу других причин, например, выхода целей за пределы зоны эффективного поражения или, наоборот, попадания стрелка (стрелков) в зону эффективного поражения противником и т. д.

По способу предварительного контроля результатов
- с визуальным контролем результатов стрельбы, который может быть затруднён сопряжёнными факторами, такими как запыление и/или задымление огневой позиции, образовавшееся в результате воздействия на окружающую местность реактивной струи ракеты в ходе её запуска или газообразных продуктов сгорания метательного заряда при стрельбе из ствольных вооружений, соответственно этому, в формулу расчёта полного цикла стрельбы включается время на рассеивание пыли и дыма, до возникновения на огневой позиции нормальной или частичной видимости, позволяющей осуществить визуальную оценку обстрела цели;
- с применением технических средств управления огнём, которые допускают предварительный контроль результатов стрельбы без необходимости их визуального подтверждения;
- комбинированным способом, предполагающим применение обоих указанных выше способов предварительного контроля результатов стрельбы — визирование и последующую сверку с данными технических средств или, наоборот, если на этапе после окончания обстрела (или уже во время обстрела) визирование самой цели, либо следов её поражения, по тем или иным причинам невозможно или затруднено.

подразумевается, что предварительным является любой контроль результатов стрельбы, без непосредственного осмотра цели или её остатков (фрагментов), следов поражения цели на местности или в пространстве, в случае слишком удалённого разлёта фрагментов или такой степени поражения цели, ввиду воздействия на неё слишком мощных поражающих факторов, которая сделает её опознание невозможным или крайне затруднительным, а также иных достоверных признаков поражения цели.

## Расчёт
В наиболее общем плане, время цикла стрельбы ({\displaystyle T_{\text{ц}}}) образца ВВТ, включающего в себя (или работающего во взаимодействии с) технические средства обнаружения, выбора и сопровождения целей, можно выразить следующим образом:
| {\displaystyle T_{\text{ц}}=T_{\text{оп}}+T_{\gamma }+\tau _{\text{п}}}, |

где {\displaystyle T_{\text{оп}}} — время, затрачиваемое оператором на выполнение операций; {\displaystyle T_{\gamma }} — время на отработку данных техническими средствами; {\displaystyle \tau _{\text{п}}} — время полёта поражающего элемента (ракеты, снаряда и др.) до цели.
Ещё более упрощённым выражением времени цикла стрельбы будет следующая формула:
| {\displaystyle T_{\text{ц}}=t_{\text{р.в.}}+\tau _{\text{п}}}, |

где {\displaystyle t_{\text{р.в.}}} — работное время единицы ВВТ (комплекса или системы) ; {\displaystyle \tau _{\text{п}}} — время полёта поражающего элемента до цели.
Через цикл стрельбы связаны между собой дальность обнаружения ({\displaystyle L_{\text{обн}}}) и зона поражения ({\displaystyle L_{\text{п}}}):
| {\displaystyle L_{\text{обн}}=L_{\text{п}}+\int \mathrm {_{0}^{T}} V_{\text{ц}}(t)\mathrm {d} l\approx L_{\text{п}}+V_{\text{цс}}T}, |

где {\displaystyle V_{\text{ц}}} — скорость цели ; {\displaystyle T} и {\displaystyle t} — величины времени; {\displaystyle V_{\text{цс}}} — средняя скорость цели.
Для отдельных видов ВВТ можно рассчитать свой цикл стрельбы. Так, например, время цикла стрельбы ({\displaystyle T_{\text{ц}}}) как один из показателей боевых возможностей средств противовоздушной обороны, — в рассматриваемом случае — для многоканальных зенитно-ракетных комплексов, — в упрощённом виде (без учёта вероятностей и ряда сопутствующих факторов, указанных выше) можно сформулировать следующим образом:

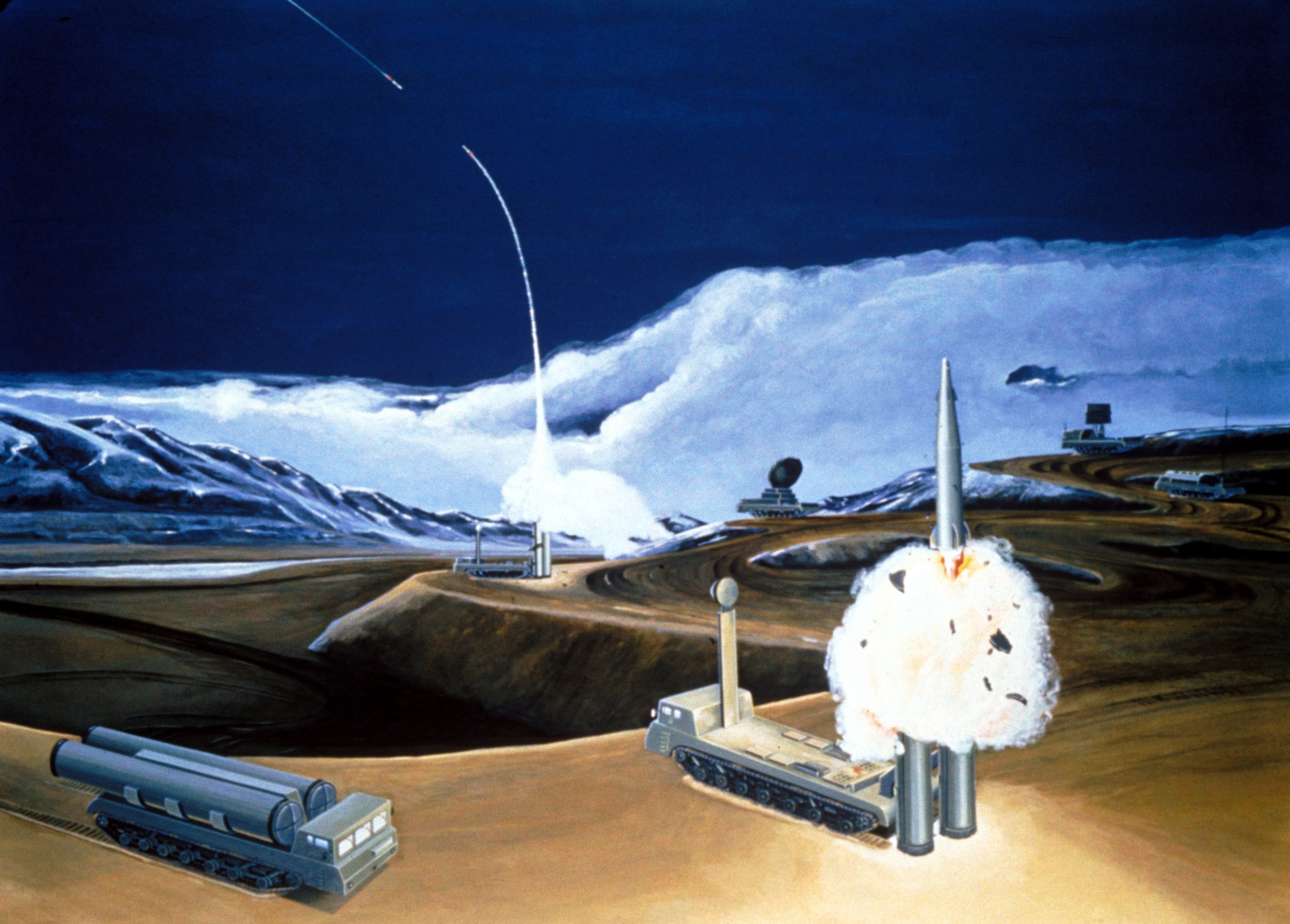
Продолжительность цикла стрельбы, время перезаряжания пусковых установок и подготовки ракет к старту определяют возможности подразделений зенитно-ракетных войск по последовательному обстрелу целей

| {\displaystyle T_{\text{Ц}}=t_{\text{цу}}+t_{\text{зрдн}}+t_{\text{сх}}+t_{\text{и}}(n-1)+t_{\text{р}}+t_{\text{оц}}} |

где {\displaystyle _{\text{Ц}}} — совокупность операций боевой работы зенитно-ракетного комплекса и боевого расчёта подразделения, выполняемых при обстреле одной цели.
{\displaystyle t_{\text{цу}}} — время ввода целеуказания (ЦУ) многофункциональной радиолокационной станции;
{\displaystyle t_{\text{зрдн}}} — работное время подразделения (зенитно-ракетного дивизиона, сокр. зрдн), которое, в свою очередь может быть выражено следующим образом:
1. {\displaystyle t_{\text{зрдн}}=t_{\text{сц}}+t_{\text{ид}}+t_{\text{пр}}}
2. {\displaystyle t_{\text{зрдн}}=t_{\text{сц}}+t_{\text{п.п.}}+t_{\text{пр}}}
{\displaystyle t_{\text{сц}}} — время поиска, захвата цели на сопровождение;
{\displaystyle t_{\text{ид}}} — время на идентификацию цели, определения её государственной принадлежности;
{\displaystyle t_{\text{п.п.}}} — время работы прибора пуска (решение задачи пуска);
{\displaystyle t_{\text{пр}}} — время принятия решения на обстрел цели;
{\displaystyle t_{\text{сх}}} — время схода ракеты с пусковой установки;
{\displaystyle t_{\text{и}}} — временной интервал между пусками ракет в очереди;
{\displaystyle n} — количество ракет в очереди;
{\displaystyle t_{\text{р}}} — время полёта ракеты до точки встречи с целью;
{\displaystyle t_{\text{оц}}} — время оценки результата обстрела цели.
Время, необходимое для проведения операций боевой работы, не включённое в формулу расчёта времени цикла стрельбы ({\displaystyle T_{\text{ц}}}), проводится параллельно с операциями, время которых присутствует в этой формуле.
Если одноканальное зенитное средство представить в виде системы массового обслуживания, то при стрельбе по группе (потоку) целей, показателем эффективности данной системы является математическое ожидание ({\displaystyle M}) относительного числа поражённых целей из числа участвующих о полёте, определяемое по формуле:
| {\displaystyle M=[\lambda T_{\text{ц}}+e^{-\lambda t_{\text{пр}}}]^{-1}W}, |

где {\displaystyle W} — вероятность поражения цели ; {\displaystyle \lambda } — плотность потока налёта; {\displaystyle T_{\text{ц}}} — цикл стрельбы; {\displaystyle e} — вероятность отклонения ракеты от цели; {\displaystyle t_{\text{пр}}} — время пребывания цели в зоне поражения.